# Bemlos gambiense
Bemlos gambiense är en kräftdjursart. Bemlos gambiense ingår i släktet Bemlos och familjen Aoridae. Inga underarter finns listade i Catalogue of Life.